# Китайская Советская Республика
Кита́йская Сове́тская Респу́блика (кит. трад. 中華蘇維埃共和國, упр. 中华苏维埃共和国, пиньинь Zhōnghuá Sūwéi'āi Gònghéguó, палл. Чжунхуа Сувэйай Гунхэго) — китайское социалистическое государство под руководством Коммунистической партии Китая, существовавшее в 1931—1934 годах на юге Центрального Китая.
Согласно китайской историографии, республика существовала до 22 сентября 1937 года, когда она была преобразована в «Особый район».

## Предпосылки создания

Флаг Советского района в Цзянси

Советское движение в Китае приобрело широкий размах после проведения Национально-революционной армией Северного похода в результате её победы над местными милитаристами и проведения пропаганды коммунистами, как местными, так и состоящими в рядах НРА. После поражения советского движения в крупных городах (самое крупное из таких поражений потерпело Гуанчжоуское восстание 1927 года) советы смогли утвердиться практически исключительно в сельских районах.
В 1931 году в Китае существовало около 10 советских районов с населением в несколько миллионов человек. В качестве вооружённой опоры против войск Гоминьдана и местных милитаристов советам служила Красная армия Китая.

## Китайская советская республика в 1931—1934 годы

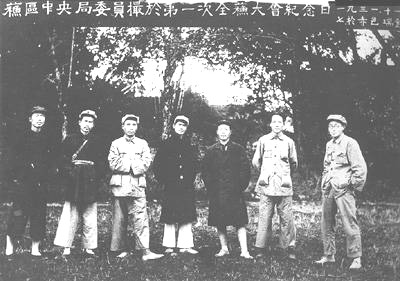
Групповое фото руководителей Китайской Советской республики, включая Мао Цзэдуна, Чжу Дэ

По рекомендации ИККИ и решению 4-го пленума ЦК 11 сентября 1931 года была официально учреждена Китайская Советская Республика и Временное Советское Правительство.
7 ноября 1931 года в уезде Жуйцзинь (провинции Цзянси) состоялся 1-й Всекитайский съезд Советов. Съезд принял проекты Конституции Китайской Советской республики, земельного закона, закона о труде, об экономической политике, о строительстве Китайской Красной армии, о советском строительстве и другие; был избран Центральный исполком Китайской Советской республики, который сформировал Временное центральное советское правительство (Совет народных комиссаров) во главе с Мао Цзэдуном. Революционный военный совет республики возглавил Чжу Дэ.
Важную роль в политическом и военном руководстве Китайской Советской республики играли такие члены Политбюро ЦК КПК, как Сян Ин и Чжоу Эньлай, направленные в Центральный советский район, и Чжан Готао, направленный на базу 4-го корпуса.

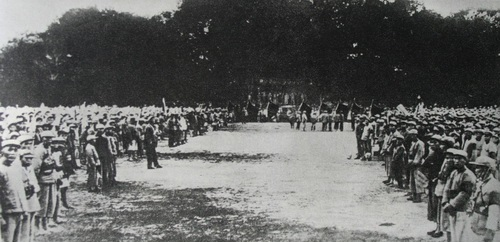
Военный парад в честь создания Китайской Советской республики. 1931 год.

Военной опорой Республики стала Центральная армейская группа, основу которой составили войска Чжу Дэ и Мао Цзэдуна, части Сюй Сянцяня в районе Аньхой — Хэнань — Хубэй, корпус Хэ Луна в районе Хубэй — Хунань и другие части организуемой Китайской Красной армии. В 1931—1932 годах была завершена реорганизация Красной армии, начавшаяся ещё в 1929—1930 годах. Был ликвидирован разнобой в наименованиях и нумерации войсковых соединений, создана служба тыла, упорядочены службы обеспечения и снабжения, медицинского обслуживания и боевой подготовки. При Реввоенсовете был создан Главный штаб во главе с Лю Бочэном, а также Политуправление, которое возглавил член Политбюро Ван Цзясян; в войсковых частях укреплялся институт комиссаров.
Наиболее крупным советским районом в составе республики был Центральный район (юго-восточный Цзянси — западный Фуцзянь). Другими крупными советскими районами были район в Северо-восточной Цзянси, район Хунань — Цзянси, район Хунань — Хубэй — Цзянси, район Хунань — Западный Хубэй, район Хунань — Хубэй (к западу от Уханя), Сычуань — Гуйчжоу, район Шэньси — Ганьсу, Хубэй — Хэнань — Аньхойский район, район Хунху. Отдалённость, горное положение и отсутствие современных коммуникаций — эти основные географические черты Китайской Советской республики прекрасно защищали её от внешних врагов в военном смысле. С другой стороны, республика находилась в гористых, редко населенных пограничных районах провинций далеко от главных магистралей, эти районы сильно пострадали за годы гражданской войны и в результате вражеских походов, а усиливающаяся военная и экономическая блокада вызвали её политическую и экономическую изоляцию. В 1932 году связь Центрального района с другими базами и соединениями Красной армии отсутствовала или была непостоянной.

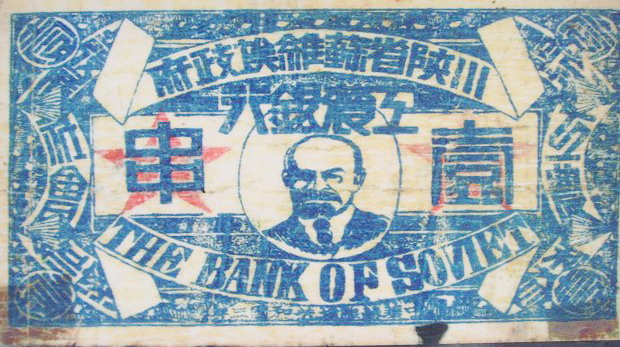

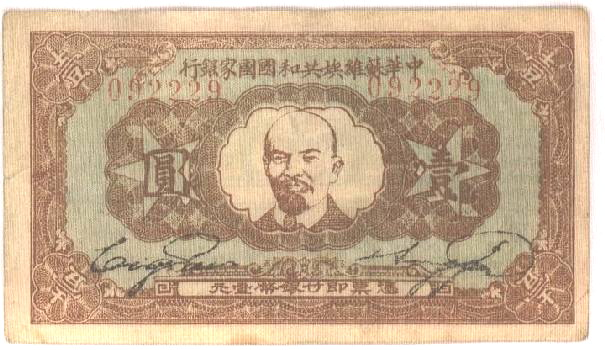
Банкнота Китайской Советской республики

К началу 4 карательного похода площадь Центрального советского района, располагавшегося в Восточной Цзянси и Западной Фуцзяни, составляла 50-60 тысяч км²., население — 4-5 млн человек. Центральная армейская группа имела в своем составе 1, 3 и 5 корпуса общей численностью около 25 тысяч человек. Кроме того, существовал ряд местных самостоятельных полков и дивизий, насчитывавших 30-40 тысяч человек, а также почти невооруженные отряды крестьянской самообороны — Красная гвардия, Молодая гвардия и другие.
Второй по величине советский район площадью 40 тыс. км² и с населением около 3 млн человек находился на стыке провинций Хэнань, Хубэй, Аньхой, севернее реки Янцзы и восточнее железнодорожной магистрали Пекин — Ухань. Регулярные вооруженные силы района составлял 4-й корпус численностью 12-15 тыс. чел. Кроме того, здесь имелись самостоятельные и местные части численностью 5-6 тыс. бойцов. Политическое, а впоследствии и военное руководство районом осуществлял Чжан Готао.
На стыке провинций Цзянси, Чжэцзян и Аньхой находился мощный партизанский район площадью около 15 тыс. км² с населением 1 млн чел. Здесь действовала 10 армия под командованием Фан Чжиминя численностью 5-6 тысяч человек.
На южном стыке провинций Хунань и Цзянси существовала база 17-й и 18-й самостоятельных дивизий общей численностью 10 тыс. чел., впоследствии сведенных в 6-й корпус под командованием Сяо Кэ, площадью 15 тыс. км² с населением 1-2 миллиона человек.
В партизанском районе отдельной 16-й дивизии на стыке провинций Хунань, Цзянси, Хубэй площадью до 12 тыс. км² с числом жителей до 500 тыс. и 3-4 тыс. бойцов, советский район был утрачен вследствие нетвёрдого руководства и конфликтов с местным населением.
На стыке провинций Хубэй и Хунань, в среднем течении Янцзы, существовал советский район 2-го корпуса. Его площадь составляла около 20 тыс. км², население составляло 1-2 миллиона человек, численность вооружённых сил — более 10 тысяч военнослужащих.
Общая площадь шести советских районов составила около 150 тысяч квадратных километров. Эти районы оборонялись регулярными вооруженными силами численностью 65-72 тыс. чел.
За период с 1931 до начала 1934 количество советских районов сократилось, однако некоторые из них расширили свою территорию. К осени 1933 Китайская Красная армия успешно отбила четыре карательных похода армии Гоминьдана против советских районов.
5 апреля 1932 г. Китайская советская республика объявила Японии войну.

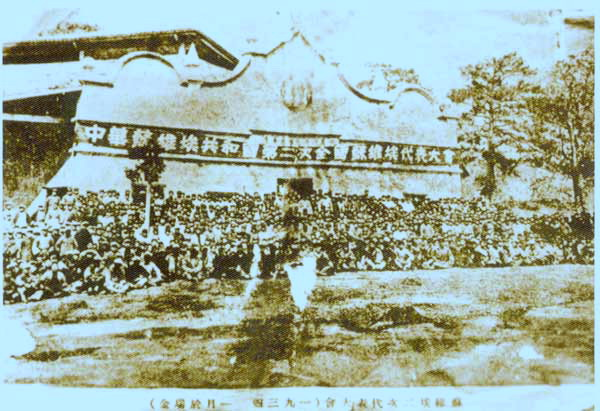
Делегаты 2-го Всекитайского съезда Советов

В январе 1934 в Центральном советском районе состоялся 2-й Всекитайский съезд Советов, который принял ряд решений, направленных на укрепление Красной армии и улучшение работы Советов, окончательно принял Конституцию. Были провозглашены демократические свободы для трудящихся, равноправие мужчин и женщин, равноправие национальностей и право всех народов Китая на самоопределение вплоть до государственного отделения и создания самостоятельных государств. Была безоговорочно признана независимость Монгольской Народной республики.
В соответствии с Основной конституционной программой, Положением и Временным законом о выборах в Советы (соответственно 1931 и 1933 гг.) активным и пассивным избирательным правом пользовались “только трудящиеся”. Рабочим на выборах в Советы предоставлялись особые преимущества. Выборы депутатов проводились на специальных собраниях по производственно-территориальному принципу: рабочими — на предприятиях, а крестьянами, ремесленниками и др. — по месту жительства. Принципы работы Советов устанавливались специальными актами, принятыми на I и II съездах Советов (Положением и резолюцией о советском строительстве).
Однако к этому времени положение советских районов стало ухудшаться в связи с развернувшимся с осени 1933 5-м карательным походом Гоминьдана.

## Великий поход
В октябре 1934 группировка Китайской Красной армии, оборонявшая Центральный советский район, вынуждена была оставить его и начать Великий поход (Северо-западный поход). В период с осени 1935 по осень 1936 уцелевшие отряды Красной армии сосредоточились в районе на стыке провинции Шэньси и Ганьсу, который после завершения Северо-западного похода оставался единственным советским районом.
В связи с расширением масштабов японской агрессии против Китая и превращения японских войск в угрозу для Красной армии не менее опасную, чем армия Гоминьдана, КПК, вопреки предшествующей позиции Мао Цзэдуна, начала пересмотр политики Советов на основе решений 7-го конгресса Коминтерна. С 1936 года основным лозунгом стало создание единого антияпонского фронта со всеми вооружёнными и политическими силами Китая, в том числе и с Гоминьданом. Непосредственно перед началом войны с Японией весной 1937 лозунги Советов и конфискации помещичьих земель были сняты. Советский район Шэньси — Ганьсу — Нинся был переименован в «Особый район», а местные соединения Красной армии были преобразованы в 8-ю армию.